# Geografia Norvegiei
Norvegia (bokmål: Norge, nynorsk: Noreg) este un stat în Europa de Nord, situat în vestul Peninsulei Scandinave, între Oceanul Atlantic (Marea Nordului), Oceanul Arctic (Marea Barents și Marea Norvegiei), Federația Rusă, Finlanda și Suedia. Este divizat in 19 districte (fylke). Orașe principale ale Norvegiei sunt: Oslo (capitala statului), Bergen, Trondheim, Stavanger, Kristiansand, Drammen, Skien, Tromsø și Molde. 
Norvegia ocupă partea vestică a Peninsulei Scandinave, având 2.542 km de granițe. Teritoriul țării este străbătut de Alpii Scandinavici, munți vechi, în mare parte erodați, cu aspect de platouri în zona centrală, puternic accidentate de văi adânci, dominate de culmi muntoase, cu piscuri înalte (alt. max. 2469 m — vf. Galdhøpiggen), în sud-vest, scăzând în înălțime spre nord-est și coborând brusc spre vest, formând aici țărmurile abrupte și crestate de fiorduri. Pe litoral, câmpiile ocupă suprafețe foarte restrânse. Alte piscuri: Glittertind (2405 m), Snøhetta (2286 m), Rondane (2183 m), Gausta (1883 m), Borge (1703 m).
Râuri: Glomma, Otra, Lagen, Klar, Tana. Numeroase lacuri, dintre care mai mari sunt Mjøsa, Femunden, inclusiv cel mai adânc lac din Europa (Hornindalsvatnet — 515 m). Clima este Climă subpolară, relativ blândă, considerând situarea geografică influențată de curenții de ape calde. Curentul Golfului contribuie la clima temperată oceanică. Majoritatea porturilor nu îngheață iarna, dar multe regiuni au cel puțin 3 luni cu zăpadă pe an. În nordul țării, de exemplu la Tromsø, soarele nu este vizibil între noiembrie și ianuarie. Munții sunt acoperiți la mari înălțimi de ghețari și zăpezi persistente, iar la altitudini mai joase de păduri de conifere.
Fauna: lupi, vulpi, elani, hermeline, balene, pești, păsări.

## Cercul polar
Norvegia este străbătută (și împărțită în două părți) de cercul polar arctic (de nord).

## Puncte extreme
Punctele extreme sunt:
- la nord: Knivskjelodden (Magerøya)- 71° 11' 09"
- la sud: Pysen (Mandal)- 57° 57' 31"
- la vest: Holmebåen ved Utvær (Solund)- 04° 29' 57"
- la est: Hornøya (Vardø)- 31° 10' 07[1]